# 合着

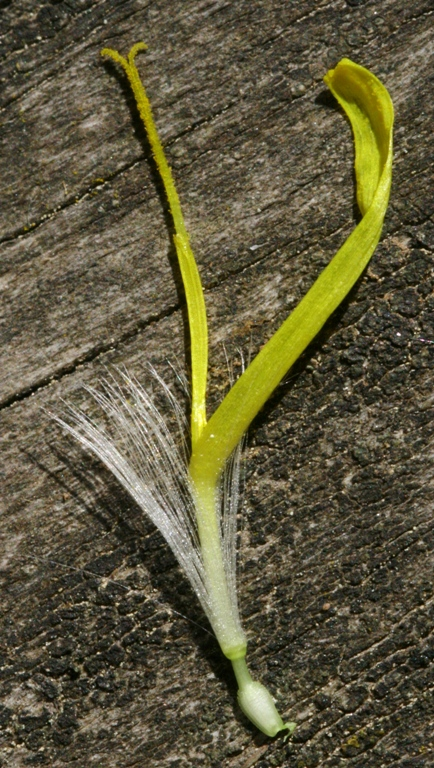
セイヨウタンポポ （キク科）の1つの花。花弁は合着して舌状花冠となり、雄蕊も合着して集葯雄蕊となり、花柱を取り囲む。

合着（がっちゃく、ごうちゃく、英: fusion, coalescence）は、植物の器官同士が癒合する現象である。同質の器官同士の合着である同類合着と異質の器官間の合着である異類合着がある。かつては、同類合着のみを合着と呼び、異類合着を「着生」と呼び分ける立場もあった。また、細胞同士の癒合も合着であるとされ、生殖細胞の合着は接合や受精として知られる現象である。

## 後天的合着と先天的合着

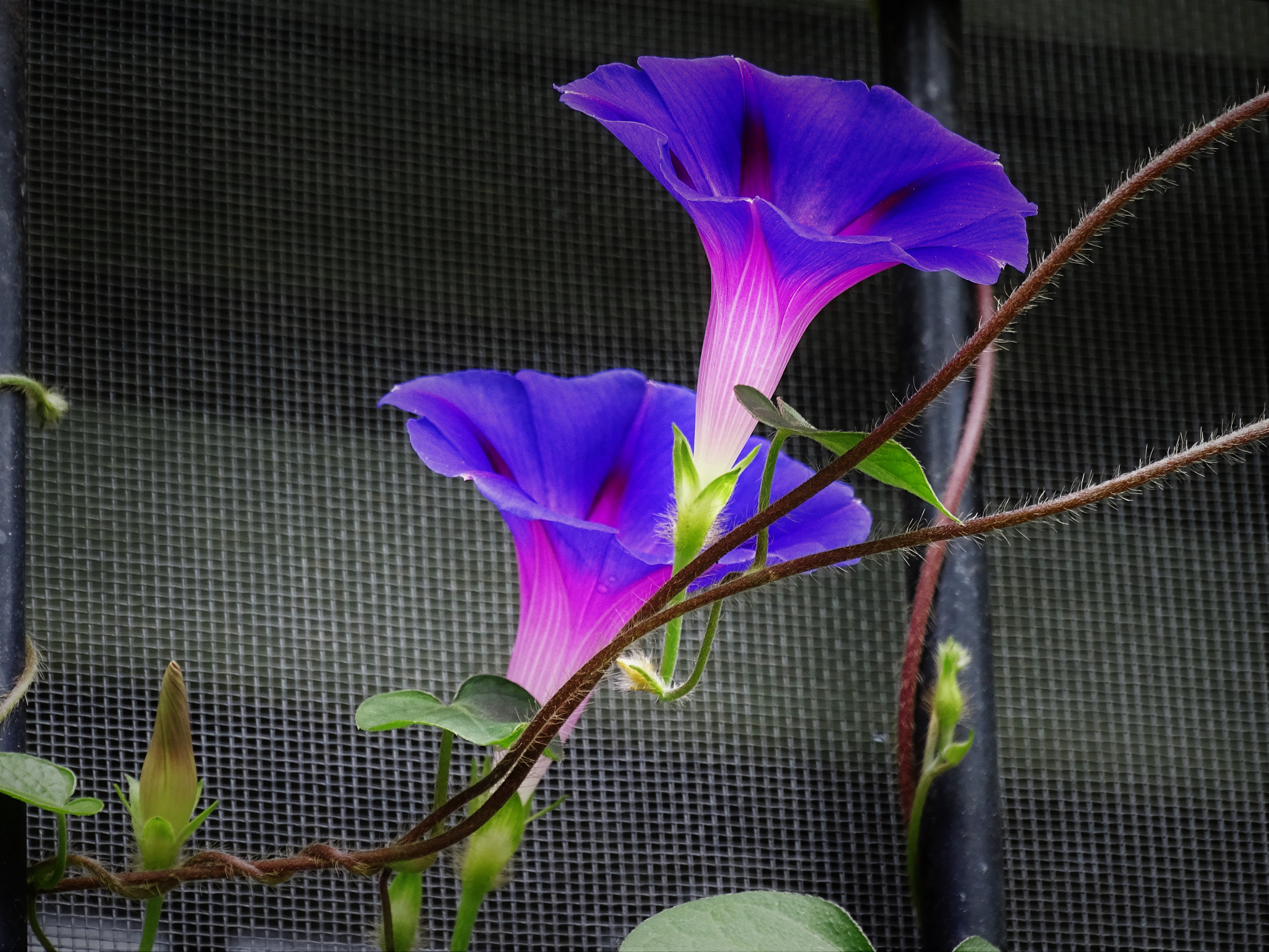
アサガオ の漏斗状花冠。

形態学的に合着を解釈した場合、後天的合着（こうてんてきがっちゃく、post-genital fusion）および先天的合着（せんてんてきがっちゃく、congenital fusion）が区別される。この差はあまり明確ではない。
後天的合着は個体発生中に起きるもので、はじめは明らかに互いに離れていた心皮が、両縁で物理的に接着して合着し、もともと別個だった両縁の表皮の区別が不可能となる場合が含まれる。そのため、後天的合着は個体発生的合着（ontogenetic fusion）とも呼ばれる。表面合着（surface fusion）も同義である。
一方、先天的合着は局所成長に由来する経過であり、アサガオ（ヒルガオ科）の合弁花冠のように、最初は独立した5個の隆起として形成されるが、隆起の中間部分も隆起と同様に成長し、隆起の境界が不明となった合弁花冠が形成される。また、腋芽基部と母軸の節間下部が同時に節間成長することで、腋芽が葉腋から離れて節間に位置するような場合も、腋芽が母軸と合着したと解釈され、これも先天的合着とされる。先天的合着は系統的合着（phylogenetic fusion）とも呼ばれる。先天的合着は上記のように組織学的に観察できる場合もあるが、進化過程からの類推により、合着の結果だと解釈されている場合もある。

## 同類合着
同類合着（どうるいがっちゃく、英: cohesion, connation）は、同質の器官の間に起こる合着である。合弁花が持つ花冠や雄蕊のように花器官に見られるものが代表例である。同類合着する器官は合生（がっせい）と冠される。特に、花弁が互いに合着し、雄蕊と雌蕊を取り巻いて1つになること、またその花弁を合弁（ごうべん、sympetaly, gametopetaly）という。
花器官の同類合着では、合生萼片（がっせいがくへん、synsepaly）により合片萼（ごうへんがく、gamosepal, synsepalous calyx）が、合生花弁（がっせいかべん、sympetaly）により合弁花冠（ごうべんかかん、gamopetalous corolla, sympetalous corolla）が、合生雄蕊（がっせいおしべ、synandry）により集葯雄蕊や合糸雄蕊・合体雄蕊が、合生心皮（がっせいしんぴ、syncarpy）により合生雌蕊（複合雌蕊、compound pistil）とその一部である複合子房が形成される。
合弁花冠の形成には、原基形成後に癒合する後天的合着と、原基ができる前から合着する先天的合着の両方が知られている。上記のアサガオの例にもあるように、先天的合着では、独立に発生した花弁原基の基部に共通の環状構造ができ、形成される。キキョウ類の花冠は先天的合着であるのに対し、シソ類は後天的合着を行う。合弁花類の多くは合片萼を持つが、センブリ属のように離片萼を持つものも知られる。合片萼の筒状の部分は萼筒と呼ばれる。
また、雄蕊も互いに同類合着する例がしばしば見られ、合生雄蕊と呼ばれる。キク科の大部分が持つ葯が互いに合着した雄蕊群である集葯雄蕊や、花糸の少なくとも一部が合着した雄蕊群である合糸雄蕊がある。さらに合糸雄蕊には雄蕊の束が1束となる単体雄蕊や2束となる二体雄蕊、3束に分かれる三体雄蕊などが見られる。また、ヤマボウシ Cornus kousa などの集合果も同類合着により形成される。
葉では、擬似単子葉、貫生葉、楕形葉（楯状葉）、螺旋葉などが同類合着の例として挙げられる。
擬似単子葉は、双子葉植物にもかかわらず1枚しか形成されない子葉である。擬似単子葉はキタダケソウ Callianthemum hondoense やシラネアオイ Glaucidium palmatum、セツブンソウ Eranthis pinnatifida、ニリンソウ Anemone flaccida（いずれもキンポウゲ科）に知られる。ほかに、コマクサ Dicentra peregrina、ヤマエンゴサク Corydalis lineariloba（ともにケシ科）、ムシトリスミレ Pinguicula vulgaris（タヌキモ科）、ヤブレガサ Syneilesis palmata（キク科）などの種で見られる。ほかに、Astomaea、Biasolettia、Bunium、Conopodium（含 Balansaea）、Erigenia、Scaligeria（以上セリ科）、キクザキリュウキンカ属 Ficaria（キンポウゲ科） クレイトニア属 Claytonia（ヌマハコベ科）、シクラメン属 Cyclamen（サクラソウ科）の属の一部でも報告がある。セツブンソウ属のキバナセツブンソウ Eranthis hiemalis はセツブンソウと違って双子葉を形成するが、フェニルボロン酸の処理により単子葉や無子葉となることが報告されており、シクラメン属では薬品処理により逆に双子葉を形成する実験結果が得られている。
貫生葉はツキヌキニンドウ Lonicera sempervirens（スイカズラ科）の花序の下の葉、ツキヌキホトトギス Tricyrtis perfoliata（ユリ科）、ツキヌキユーカリ Eucalyptus perriniana（フトモモ科）などに見られる。楕形葉はハスノハイチゴ Rubus peltatus（バラ科）やサンカヨウ Diphylleia grayi（メギ科）に見られ、これも同類合着の結果だと説明される。
螺旋葉は奇形で、サザエオオバコと呼ばれるオオバコ Plantago asiatica（オオバコ科）の園芸品種で知られる。

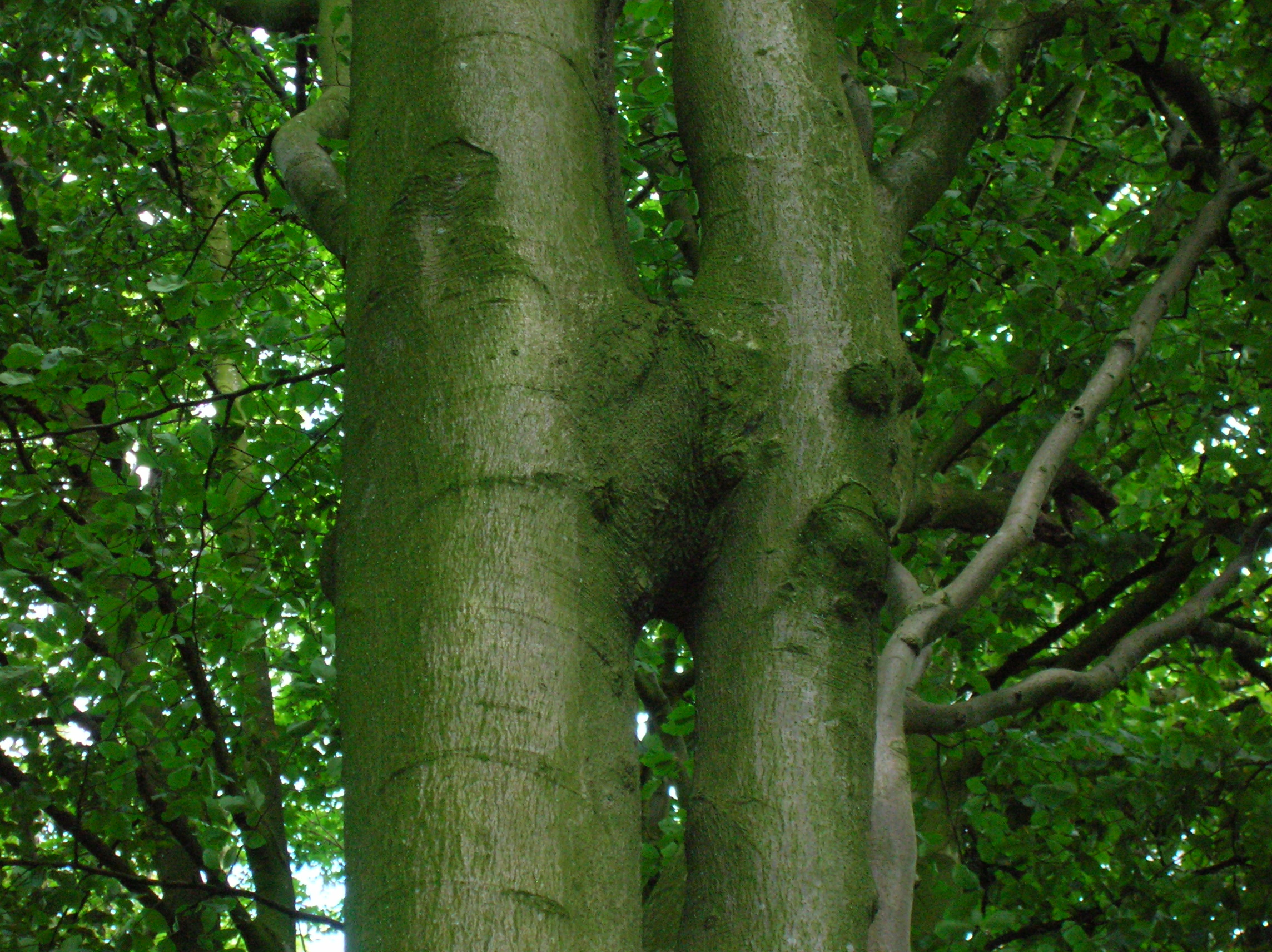
癒合したヨーロッパブナ の幹

ブナ Fagus crenata の幹や枝の合着（inosculation）、アコウ Ficus superba var. japonica の気根の網状合着など、成長の過程で後天的に起こることがある。接木により、人工的に合着させることもできる。

## 異類合着
異類合着（いるいがっちゃく、英: adnation）は、異質の器官の間に起こる合着である。雄蕊の花糸と花弁の癒合が典型例である。
下位子房の形成は異類合着により起こる。雄蕊は花被と異類合着して、萼上生、花冠上生、花被上生となる。萼筒を形成する子房周位のバラ科（ナシ連を除く）では萼上生雄蕊が形成される。サクラソウ科では花弁と雄蕊の合着が起こり、花冠上生の雄蕊を持つ。同花被花では花被上生と呼ばれ、アヤメ科などに知られる。雄蕊が雌蕊に合着した状態は雌蕊着生といい、これがより進むと蕊柱を形成する。
ムラサキ科に見られる主軸と側枝の合着も異類合着である。ハナイカダ Helwingia japonica（ハナイカダ科）では、葉と腋生した枝が合着し、葉上に花や果実を乗せたような形状となる。これは、普通葉と花序が発生初期に原基が分かれることなく同時に成長して形成される。合着の結果、花が付く位置までの葉の主脈は太くなっている。
ナス科では、側枝に蓋葉を欠いたり、花序が節間に生じているように見える例があるが、これは仮軸説により解釈されており、主軸の蓋葉の葉柄と側枝の合着の結果だと考えられている。ナス Solanum melongena の完成した茎では、2個の葉が接近して着生し、その下の節間から花が分岐しており、一見生殖シュートが葉腋から分枝していないように見える。これは、蓋葉が側枝と合着して側枝第1葉と同位になったことで2個の葉が接近してついており、節間成長により引き離されて花が節間にあるように見えていると考えられている。トマト Solanum lycopersicum の茎は仮軸分枝を行い、主軸の茎頂分裂組織は頂端に花序を付けて終止するが、その下の葉腋の腋芽分裂組織が伸長して仮軸が形成されるとともに、蓋葉はその葉柄の一部が新たな側枝の軸と合着し、花序軸が横にずれることで、後に蓋葉が花序より上に位置するようになる。
ヘチマ Luffa aegyptiaca やカボチャ属 Cucurbita（ウリ科）では、側生した枝と花が幼時合着し、螺旋状の果実が形成される奇形的合着が知られる。
球果植物（針葉樹類）の持つ生殖器官である雌性球果は、それを構成する鱗片（果鱗）は胚珠を付ける種鱗と苞鱗という2種類の鱗片が合着したものである。